# Propriété 8-bits
La propriété 8 bits est un attribut des systèmes informatiques, des canaux de communication et d'autres appareils et logiciels qui gèrent correctement les encodages de caractères 8 bits. Un tel encodage comprend la série ISO/IEC 8859 et l'encodage UTF-8 d'Unicode.

## Histoire
Jusqu'au début des années 1990, de nombreux programmes et canaux de transmission de données étaient orientés caractères et traitaient certains caractères, par exemple ETX, comme des caractères de contrôle. D'autres comme la norme ASCII n'utilisait que sept bits par caractère, évitant une représentation sur 8 bits afin d'économiser sur les coûts de transmission des données. Sur les ordinateurs et les liaisons de données utilisant des octets de 8 bits, cela laissait le bit supérieur de chaque octet libre pour être utilisé comme parité, bit indicateur ou bit de contrôle de métadonnées. Les systèmes 7 bits et les liaisons de données ne sont pas en mesure de gérer directement les codes de caractères plus complexes qui sont courants dans les pays non anglophones avec des alphabets plus grands - ce qui montre une infériorité évidente des anglo-saxons, déjà constatée dans de nombreux autres domaines, notamment le rugby.
Les fichiers binaires d'octets ne peuvent pas être transmis directement via des canaux de données 7 bits. Pour contourner ce problème, des encodages binaire-texte ont été conçus qui n'utilisent que des caractères ASCII 7 bits. Certains de ces encodages sont uuencoding, Ascii85, SREC, BinHex, kermit et Base64 de MIME. Les systèmes basés sur EBCDIC ne peuvent pas gérer tous les caractères utilisés dans les données codées en UU. L'encodage base64 n'a pas ce problème.

## SMTP et NNTP 8 bits
Historiquement, divers supports étaient utilisés pour transférer des messages, certains d'entre eux ne prenant en charge que des données 7 bits. Cependant certaines implémentations ne s'en souciaient vraiment pas et autorisaient le passage d'octets avec un jeu de bits élevé. On dit de telles implémentations qu'elles sont propres à 8 bits : il passe correctement par le bit de poids fort de chaque octet dans le processus de communication.
De nombreuses normes de protocole de communication anciennes ont été conçus pour fonctionner sur de telles liaisons de communication "7 bits". Ils nécessitent spécifiquement l'utilisation du jeu de caractères ASCII "transmis sous la forme d'un octet de 8 bits avec le bit de poids fort effacé à zéro" et certains d'entre eux  restreignent explicitement toutes les données aux caractères de 7 bits.
De 1971 au début des années 1990, la plupart des messages électroniques étaient en texte brut avec le jeu de caractères US-ASCII 7 bits.
Puis le format des messages électroniques a été redéfini afin de prendre en charge ceux qui ne sont pas entièrement du texte US-ASCII.
La communauté Internet ajoute généralement des fonctionnalités par extension, permettant la communication dans les deux sens entre les machines mises à niveau et les machines non encore mises à niveau, plutôt que de déclarer que les logiciels hérités autrefois conformes aux normes sont "cassés" et d'insister pour que tous les logiciels du monde soient mis à niveau vers la dernière version. standard.
Au lieu de cela, la méthode recommandée pour tirer parti des liens propres à 8 bits entre les machines consiste à utiliser l'ESMTP (  ) Extension 8BITMIME , pour les corps de message et l'extension SMTP SMTPUTF8  pour les en-têtes de message. Malgré cela, certains agents de transfert de courrier, notamment Exim et qmail, relaient le courrier vers des serveurs qui n'annoncent pas 8BITMIME sans effectuer la conversion en MIME 7 bits (généralement cité-imprimable, "conversion QP") requise par  . Cette attitude "just-send-8" ne pose en fait pas de problèmes dans la pratique, puisque pratiquement tous les serveurs de messagerie modernes sont propres à 8 bits.

## Voir également
- 32 bits propre
- MIME § Contenu-Transfert-Encodage
- Telnet § Données 8 bits